# 13 خطيئة (فلم)
13 خطيئة (بالإنجليزية: 13 Sins) هو فيلم رعب وإثارة تم إنتاجه في الولايات المتحدة وصدر سنة 2014 بطولة مارك ويبر ورون بيرلمان.

## القصة
تدور أحداث الفلم حول (إيليوت) رجل المبيعات الشاب، الذي لسوء حظه يتلقى مكالمة تليفون غير معلومة المصدر تشعل قلقه وخوفه ، حيث يقع في لعبة تجبره على إنجاز 13 مهمة، كل واحدة أبشع من التي قبلها، وتعده اللعبة بجائزة أكبر كلما تمكن من إتمام عدد أكبر من المهام.

## الميزانية والإيرادات
حقق الفيلم 13,809 (في الولايات المتحدة فقط).

## وصلات خارجية
- مقالات تستعمل روابط فنية بلا صلة مع ويكي بيانات